# Rotmattvävare
Rotmattvävare (Labulla thoracica) är en spindelart som först beskrevs av Karl Friedrich Wider 1834.  Rotmattvävare ingår i släktet Labulla och familjen täckvävarspindlar. Arten är reproducerande i Sverige. Inga underarter finns listade i Catalogue of Life.